# Festival du film kazakh

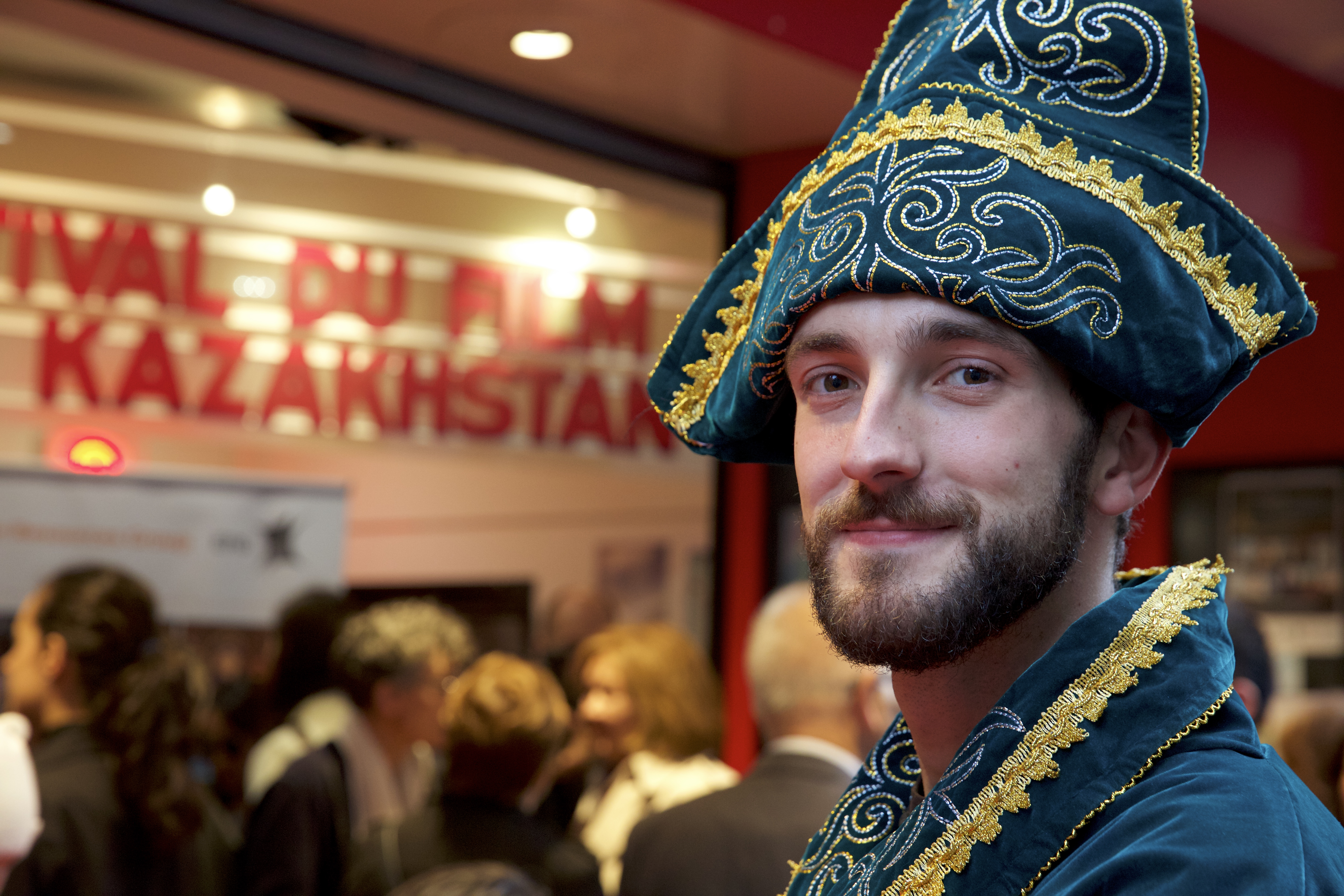
La Cérémonie d'ouverture du Festival du film kazakh à Paris

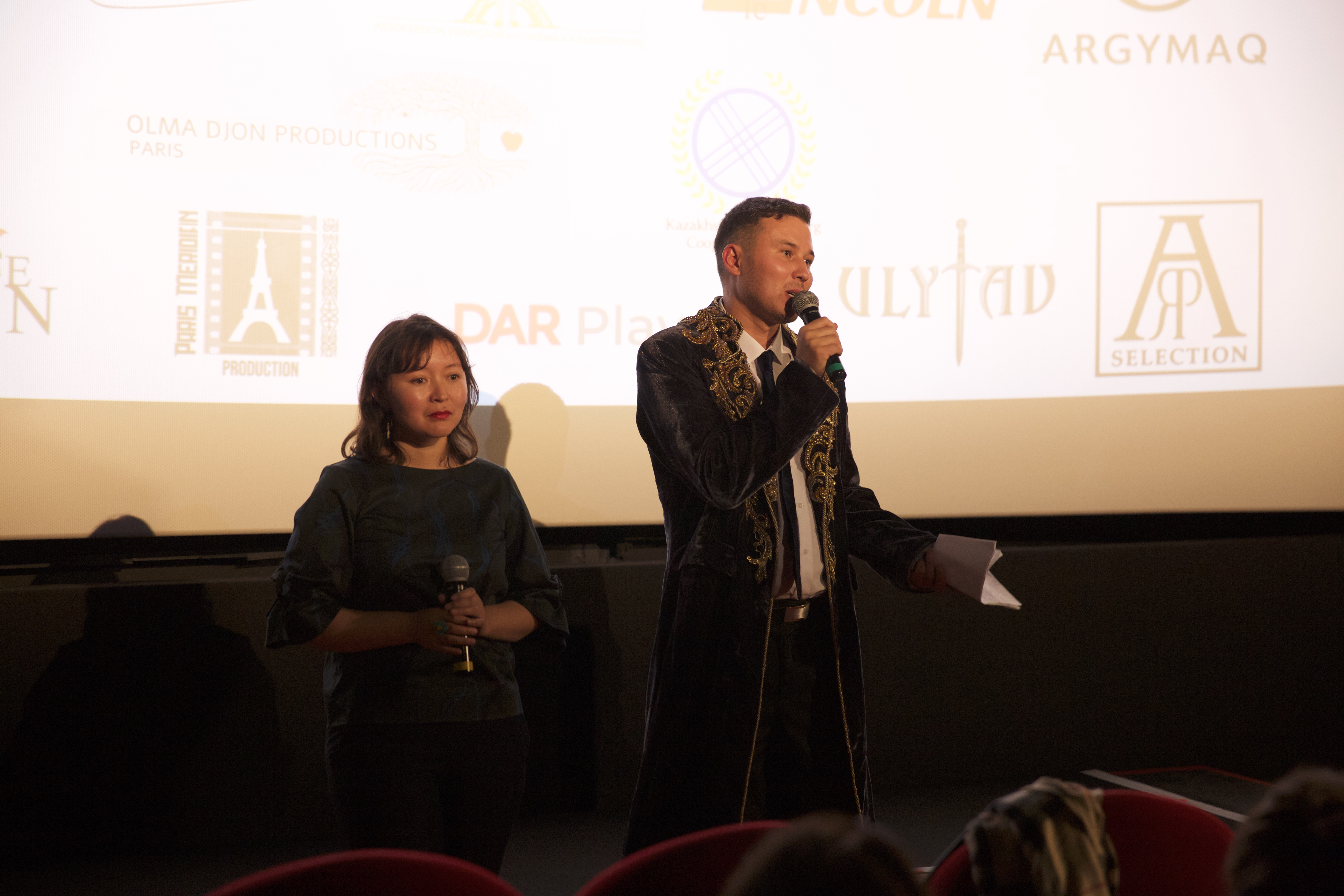
Samal YESLYAMOVA (Ambassadrice) et André Raphaël IVANOV (Délégué général)

Le Festival du film kazakh est une manifestation cinématographique annuelle créée pour promouvoir la richesse et la diversité du cinéma kazakh auprès du public européen, principalement francophone. Il s'inscrit dans un projet culturel ambitieux initié en 2018, après la victoire de Samal Yeslyamova du Prix d'interprétation féminine au Festival de Cannes pour son rôle dans Ayka de Sergueï Dvortsevoï. Cette victoire marquante a inspiré André Raphaël Ivanov à fonder l'Association française du cinéma kazakh (AFCK), dans le but de renforcer les échanges culturels entre le Kazakhstan et la France et de soutenir la diffusion du cinéma kazakh en Europe.
L'Association française du cinéma kazakh a organisé ses premières activités en France, telles que des projections de films et des événements dédiés à la promotion des cinéastes kazakhs, marquant ainsi la naissance du festival. Ce dernier est rapidement devenu un rendez-vous incontournable pour les passionnés de cinéma kazakh, avec une programmation variée allant du cinéma indépendant à la restauration du patrimoine cinématographique.

## Histoire

### 2018
- Samal Yeslyamova remporte le Prix d’interprétation féminine au Festival de Cannes pour Ayka de Sergueï Dvortsevoï[2]. Cet événement marque un tournant pour le cinéma kazakh et incite la création de l'AFCK.

### 2019
- Fondation de l'Association française du cinéma kazakh (AFCK) et première édition du Festival du film kazakh à Paris[3].

### 2021
- Internationalisation du festival avec des projections et événements organisés en Belgique et Luxembourg[4]. Placement sous le haut patronage de la Ville de Paris à l’occasion du 30ᵉ anniversaire de l’indépendance du Kazakhstan.

## Organisation
Le festival est dirigé par un comité artistique désigné par l’Association française du cinéma kazakh. Des jurys composés de professionnels européens et kazakhs attribuent plusieurs prix honorifiques. Un programme d’aides à la coproduction, soutenu conjointement par le Centre du soutien au cinéma national du Kazakhstan et l’Association française du cinéma kazakh, accompagne chaque édition.

## Lieux de diffusion
Le festival se déroule principalement en France, à Paris, mais également dans plusieurs autres villes telles que Lyon, Troyes, Nantes, Bordeaux, Montpellier et Cannes, en partenariat avec d'autres festivals locaux. Il s'étend également à l'international, avec des projections et événements en Belgique, Luxembourg, Suisse, Allemagne, Pologne, Autriche, Espagne, Royaume-Uni, Pays-Bas, ainsi qu'au Maroc et au Cameroun. Ces partenariats permettent de diffuser le cinéma kazakh au-delà des frontières européennes et offrent une plateforme unique pour découvrir la diversité cinématographique du Kazakhstan.

## Parrainage
Depuis la création du festival, trois personnalités en sont les parrains :
- Samal Yeslyamova, actrice, Prix d’interprétation féminine au Festival de Cannes 2018 pour Ayka ;
- Sergueï Dvortsevoï, réalisateur kazakh, Prix Un Certain Regard au Festival de Cannes 2008 pour Tulpan ;
- André Raphaël Ivanov, producteur, agent artistique, directeur de casting, programmateur international, fondateur et délégué général du festival, œuvrant pour la promotion des cinématographies émergentes et la diplomatie culturelle entre le Kazakhstan et la France.

## Partenariats et événements
Soutenu par ERG, le festival a développé plusieurs partenariats de grande envergure, renforçant sa visibilité et son impact. Parmi les événements notables, on trouve la rétrospective de Darejan Omirabev à la Cinémathèque française, ainsi qu'une édition spéciale au Forum des Images. Il a également organisé des projections à l’Hôtel de Ville de Paris et au Siège de l'UNESCO, consolidant ainsi sa position comme un acteur clé dans la promotion du cinéma kazakh à l'international.

## Restauration et patrimoine
En 2020, l’AFCK a lancé, en partenariat avec plusieurs archives nationales, un programme de restauration et de numérisation de la « collection d’or » du cinéma classique kazakh, accompagnée d’une diffusion en version française.

## Éditions et programmation
2019
- Paris Song — Jeff Vespa
- Ayka — Sergueï Dvortsevoï
- La Pomme d’Éden — Victoria Yakubov
- Le Gardien de la lumière — Ermek Tursunov
- Le Khanat Kazakh — Roustem Abdrachev
- Danse sacrée — Dana Mussa, Alexander Murphy
- Kunanbaï — Roustam Odinaev
- Le Retour vers la mère — Akan Satayev
- Le Secret du leadership — Farkhat Sharipov
- Jeune aigle

2020
- Amangeldy — Moisej Levin
- Les Chants d’Abaï — Grigori Rochal, Efim Aron
- Notre cher docteur — Chaken Aïmanov, Aleksandr Karpov
- Je m’appelle Koja — Abdoulla Karsakbaïev
- Matin anxieux — Abdoulla Karsakbaïev
- L’Ange à la calotte — Chaken Aïmanov
- Le Chant de Manchouk — Majyt Begaline
- Kyz-Jibek — Sultan-Ahmet Khodjikov
- La Fin de l’Ataman — Chaken Aïmanov
- Le Féroce — Tolomouch Okeïev
- Le Transsibérien Express — Eldor Ourazbaïev
- Le Goût âpre de l’enfance — Abdoulla Karsakbaïev
- La Chute d’Otrar — Ardak Amirkoulov
- La Biographie d’un jeune accordéoniste — Satybaldy Narymbetov

2021
- Tomiris — Akan Satayev
- Histoire de civilisation — Jannat Alchanova
- Leçons de kazakh — Ermek Chinarbaev
- Alla, une perle d’Orient chez Dior — Berlin Irishev
- Yellow Cat — Adilkhan Yerzhanov
- Amanat — Satybaldy Narymbetov
- Quand les étoiles se sont alignées — Sergueï Snejkin
- Les Voleurs de chevaux — Yerlan Nurmukhambetov, Lisa Takeba
- Jamboul — Efim Dzigan
- Koulteguine — Adaï Abeldinov

2022
- Para-Athlète — Aldiyar Bairakimov
- Dernière séance — Darezhan Omirbaev
- Le Feu — Aizhan Kassymbek
- Tulpan — Sergueï Dvortsevoï
- Tarlan — Yulia Zakharova
- Retour de Zoya — Adilkhan Yerzhanov
- Infiniti — Thierry Poiraud
- À l’aube de la grande steppe — Akan Satayev

2023
- Kyz-Jibek — Sultan-Ahmet Khodjikov
- Baqyt — Askar Uzabayev
- Mountain Onion — Eldar Shibanov
- L’Amour aveugle — scénario de Denis Ten
- Karim le Fou — Anel Sarsembayeva
- Dos-Mukasan — Aidyn Sahaman

2024
- Kaïrat — Darezhan Omirbaev
- La Route — Darezhan Omirbaev
- Aksak Kulan — Amen Khaydarov
- L’Étudiant — Darezhan Omirbaev
- Tueur à gages — Darezhan Omirbaev
- Kardiogramma — Darezhan Omirbaev
- Chouga — Darezhan Omirbaev
- Juillet — Darezhan Omirbaev
- La Dernière séance — Darezhan Omirbaev
- Poet — Darezhan Omirbaev
- Je m’appelle Koja — Abdoulla Karsakbaïev